# Щаповский сельский округ (Московская область)
Щаповский сельский округ — упразднённая административно-территориальная единица, существовавшая на территории Подольского района Московской области в 1994—2006 годах.
Троицкий сельсовет был образован в первые годы советской власти. По данным 1919 года он входил в состав Дубровицкой волости Подольского уезда Московской губернии.
В 1926 году Троицкий с/с включал деревни Русино и Троицкое, 3 больницы, хутор и мельницу.
В 1929 году Троицкий сельсовет вошёл в состав Подольского района Московского округа Московской области. При этом к нему был присоединён Костишевский (селения Батыбино, Костишово и Хлыново) с/с.
28 ноября 1934 года к Троицкому с/с был присоединён Ознобишинский с/с.
17 июля 1939 года к Троицкому с/с были присоединены селение Городок и территория дома отдыха упразднённого Никулинского с/с.
14 июня 1954 года к Троицкому с/с был присоединён Сатинский с/с.
27 августа 1958 года к Троицкому с/с был присоединён Песьевский сельсовет.
1 февраля 1963 года Подольский район был упразднён и Троицкий с/с вошёл в Ленинский сельский район.
30 июня 1964 года из Троицкого с/с в Краснопахорский с/с была передана деревня Кузенево.
11 января 1965 года Троицкий с/с был возвращён в восстановленный Подольский район.
30 мая 1978 года центр Троицкого с/с был перенесён в селение Щапово, а сам сельсовет переименован в Щаповский сельсовет. Одновременно на территории сельсовета были упразднены селения Немчиново, Крёкшино и дачи завода им. Калинина.
19 марта 1982 года из Краснопахорского с/с в Щаповский было передано селение Кузенево, а из Щаповского с/с в Клёновский — селения Акулово и Киселёво.
3 февраля 1994 года Щаповский с/с был преобразован в Щаповский сельский округ.
10 апреля 2002 года в Щаповском с/о была упразднена деревня Хлыново.
18 мая 2002 года из Щаповского с/о в Дубровицкий с/о был передан посёлок Октябрьский Мост, присоединённый при этом к посёлку Кузнечики.
В ходе муниципальной реформы 2004—2005 годов Щаповский сельский округ прекратил своё существование как муниципальная единица. При этом все его населённые пункты были переданы в сельское поселение Щаповское.
29 ноября 2006 года Щаповский сельский округ исключён из учётных данных административно-территориальных и территориальных единиц Московской области.